# Normalny tolko ia
Pour plus de détails, voir Fiche technique et Distribution.
Normalny tolko ia (Нормальный только я) est un film russe réalisé par Anton Bogdanov, sorti en 2021,.

## Fiche technique
- Photographie : Oleg Lukitchiov
- Musique : Pavel Artemiev, Anton Khabibulin
- Décors : Viatcheslav Kuznetsov
- Montage : Anna Kruti